# 香港迪士尼樂園

2005-2018年間香港迪士尼樂園所使用標誌

香港迪士尼樂園（英語：Hong Kong Disneyland）是一個位於香港大嶼山的迪士尼樂園，是香港迪士尼樂園度假區的主要部份，是繼東京迪士尼樂園之後第二座在亞洲的迪士尼樂園，也是目前中國唯二的迪士尼樂園（另一個是上海迪士尼樂園）。香港迪士尼樂園由香港特別行政區政府及華特迪士尼公司合資擁有的香港國際主題樂園有限公司建設及營運，並由香港迪士尼樂園管理有限公司管理，於2005年9月12日正式開幕。這是全球第五座與亞洲第二座以神奇王國為主題的迪士尼樂園。
香港迪士尼樂園開園時面積僅28公頃。經過第一輪和第二輪擴建計劃後，面積已達35公頃，香港迪士尼仍在進行第三輪擴建。香港迪士尼樂園目前是面積最小的迪士尼樂園，共有八個園區 — 包括全球迪士尼樂園中最大的「探險世界」、「反斗奇兵大本營」、「魔雪奇緣世界」及兩個全球獨有園區「灰熊山谷」和「迷離莊園」。

## 開放時間
| 開放時間     | 2025年2月22日至3月22日 | 2025年3月13日至4月15日 | 2025年4月16日至5月5日 | 2025年5月6日至6月25日 | 2025年6月26日至8月24日 |
| ------------ | ---------------------- | ---------------------- | --------------------- | --------------------- | ---------------------- |
| 星期一至四   | 上午10:30 - 晚上8:00   | 上午10:30 - 晚上8:30   | 上午10:00 - 晚上9:00  | 上午10:30 - 晚上8:30  | 上午10:00 - 晚上9:00   |
| 星期五       | 上午10:30 - 晚上8:00   | 上午10:30 - 晚上8:30   | 上午10:00 - 晚上9:00  | 上午10:30 - 晚上8:30  | 上午10:00 - 晚上9:00   |
| 星期六至日   | 上午10:00 - 晚上8:30   | 上午10:30 - 晚上8:30   | 上午10:00 - 晚上9:00  | 上午10:30 - 晚上8:30  | 上午10:00 - 晚上9:00   |
| 公眾假期週末 | 上午10:00 - 晚上9:00   | 上午10:00 - 晚上9:00   | 上午10:00 - 晚上9:00  | 上午10:30 - 晚上8:30  | 上午10:00 - 晚上9:00   |

特別開放時間：
2025年4月23日至4月25日（星期三至五）：上午10:30 - 晚上8:30

## 開幕獻辭
|  | 歡迎各位蒞臨這個快樂的地方。五十年前，華特迪士尼為這個世界帶來了一個充滿夢幻與歷險、懷舊及前瞻的奇妙之地──迪士尼樂園。現在，這種想像力和探索精神將活現於香港。香港迪士尼樂園是獻給所有年輕和童心未泯的賓客—希望這個樂園能成為歡樂和靈感的泉源，以及一個代表香港和美國人民彼此合作、友好融合之恆久象徵。 |

時任香港行政長官曾蔭權及時任華特迪士尼執行長邁克·艾斯納，2005年9月12日

## 籌建過程

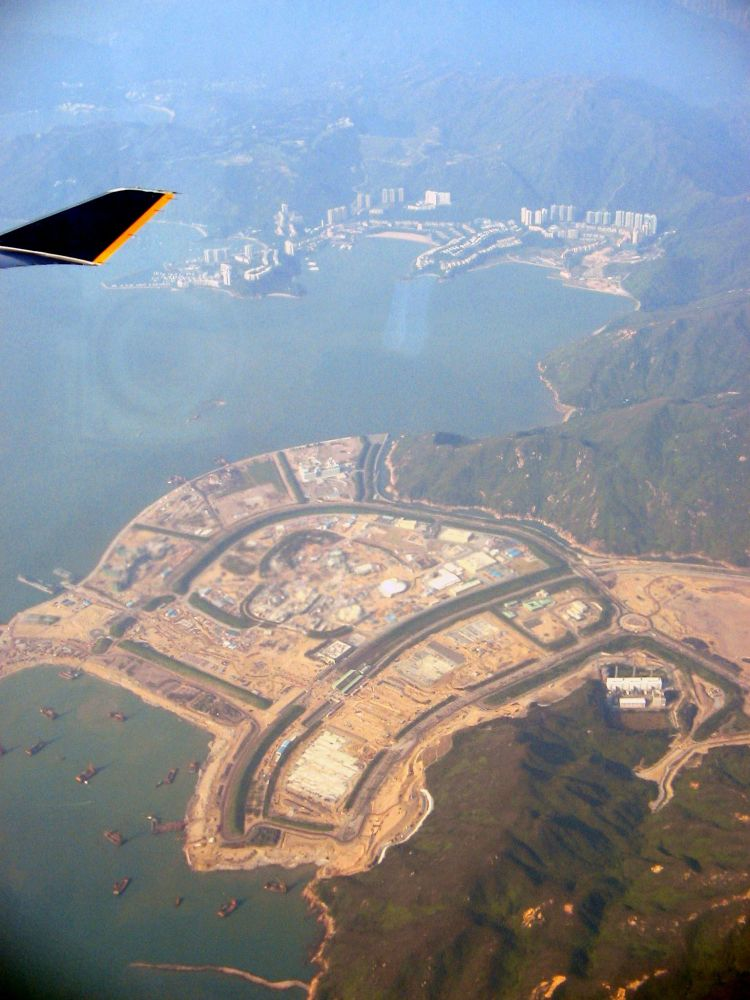
從上空拍攝的香港迪士尼樂園度假區第一期建築工地（2004年11月）

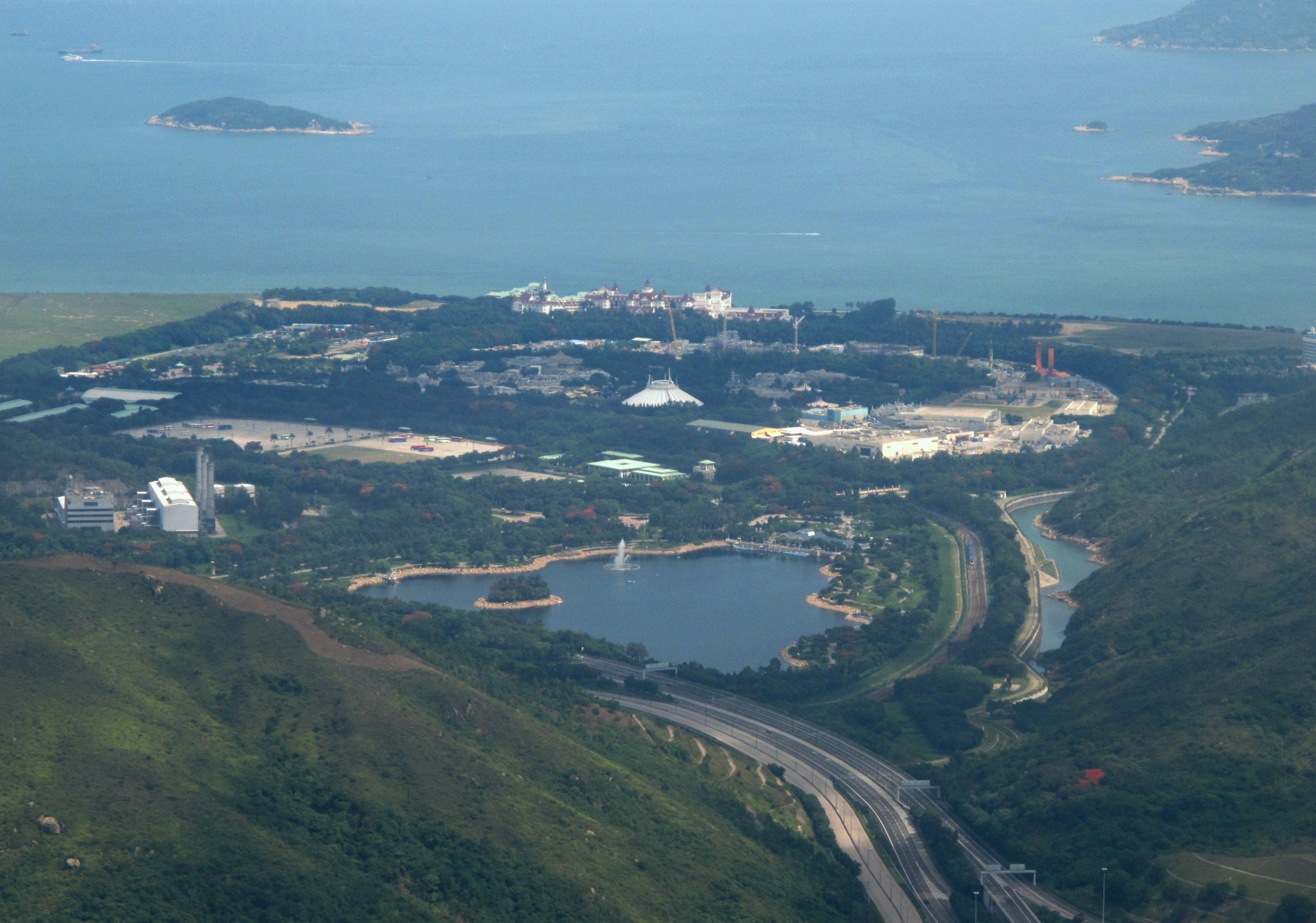
香港迪士尼樂園度假區第一期工程（2011年6月）

受到亞洲金融危機影響，香港經濟在1998年表現衰退。香港政府希望藉發展香港旅遊業，以帶動相關行業如零售業、餐飲業及酒店業等的重現增長，同時製造大量就業機會，達成經濟復甦。同時，迪士尼亦籌備進軍中國市場，並且計劃在亞洲物色地點興建新的主題公園。坊間傳言，迪士尼曾經與澳洲、韓國及台灣等地政府接觸。
香港政府及迪士尼在樂園投放了合共57億港元。香港政府投放了32.5億港元，相等於股權的57%；迪士尼則投放了24.5億港元，相等於股權的43%。香港國際主題公園有限公司可以選擇在啟用後的20年之內，以28億港元（1999年地價市值）買入預留的第二期發展用地，興建第二座迪士尼主題公園及酒店，換言之迪士尼擁有該土地的優先發展權。
2020年9月23日政府表示考慮到現時經濟狀況，宣布不會再度延長續期迪士尼樂園所擁有位於樂園東部約60公頃土地的認購權，換言之，香港迪士尼樂園未來不會有原先規劃的第二期發展。而原定第二期發展的用地現時部份用作檢疫設施.。

### 擴建工程

#### 迪士尼樂園自資擴建
開幕以來，迪士尼不時就著內部營運資金和營銷策略，更新原有的設施，不需通過香港立法會。以下所列之更新就著持續營運之遊樂設施、餐飲設施及商店，不包括季節性娛樂節目。
- 2006年

- - 6月13日，美國小鎮大街增設娛樂節目「米奇雨天滴答列車」。

- - 7月13日，明日世界增設遊樂設施「馳車天地」、「幸會史迪仔」、「UFO地帶」。

- 2007年

- - 7月14日，美國小鎮大街增設遊樂設施「動畫藝術教室」。

- 2008年

- - 4月28日，幻想世界增設遊樂設施「小小世界」和餐飲設施「小小世界雪糕屋」。

- - 8月25日，美國小鎮大街增設遊樂設施「動畫藝術廊」，取代「迪士尼樂園的故事」。

- 2011年

- - 1月21日，美國小鎮大街增設娛樂節目「迪士尼飛天巡遊」，取代「迪士尼巡遊表演」。

- 2013年

- - 2月6日，反斗奇兵大本營增設商店「安仔玩具箱」。

- 2014年

- - 7月，美國小鎮大街增設商店「小鎮影院:「我與DUFFY遊歷之旅」」Duffy及ShellieMay的主題商店，同時供賓客與 Duffy與好友見面。

- 2017年

- - 1月25日，美國小鎮大街增設商店「小鎮珠寶店」，由PANDORA呈獻。

- 2018年

- - 3月30日，探險世界增設遊樂設施「加利布尼市集」開幕。

- 2019年

- - 12月18日，美國小鎮大街增設餐飲設施「小鎮雪糕店」

- 2022年

- - 6月29日，「明日世界舞台」正式啟用，供賓客與漫威角色見面

- 2023年

- - 10月15日，幻想世界增設「創夢家」銅像，取代「石中神劍」

- 2025年

- - 香港迪士尼樂園於2025年夏天慶祝開業20週年，並宣布推出全新的日間巡遊、城堡舞台表演及其他慶祝活動，作為「The Most Magical Party of All」的一部分[8]。

- -     - 「Friendtastic」巡遊成為樂園歷史上規模最大的巡遊，共有11輛花車參加，也是自2020年「Flights of Fantasy」停駛以來首次的日間巡遊。

- -     - 城堡舞台表演以米奇與好友為主角，以及加入Duffy、LinaBell、CookieAnn及StellaLou。

- -     - 屢獲殊榮的夜間奇觀「Momentous」會在20週年進行更新並採用新的投影，上空將會加入無人機表演，投影也將覆蓋整個美國大街。

- - 2月25日，香港迪士尼樂園度假區公布2024財政年度業績，宣布自資發展彼思（Pixar）主題娛樂項目[9]。

#### 經政府和華特迪士尼公司撥款的擴建項目
第一輪擴建
2009年6月30日，香港政府與迪士尼就樂園擴建達成協議，於7月10日獲立法會通過。財務方面迪士尼將以股本形式，注資62億港元增設3座主題園區；當中兩座為全球獨有，一座為亞洲獨有。香港政府的股權比例由57%縮減至52%，藉此維持大股東地位，並且保持監管樂園運作的權力，而香港迪士尼樂園亦需要披露每年的入場人次及財務狀況。同年，12月13日，擴建工程正式動工，園內舉行擴建動土儀式。整項擴建計劃施工期達5年，包括興建3座全新主題區，以年青賓客為對象，樂園遊戲設施的數目增加至逾30個，於2011年至2013年分階段開放，樂園總面積擴大25%。工程創造了逾3,700個工作職位，在2013年完成後，亦可以即時創造逾600個長期工作職位。
新增項目：
- 反斗奇兵大本營──已於2011年11月18日開幕

位於香港迪士尼樂園的反斗奇兵大本營園區是全球第二個反斗奇兵園區，仿照巴黎華特迪士尼影城的反斗奇兵主題園區建造，並且由啟用日起計的五年內為亞洲區獨有。反斗奇兵大本營以安仔的後花園作為主題，遊客將化身成玩具大小參觀安仔的後花園。反斗奇兵大本營是香港迪士尼於2009年通過的5億美元擴建計劃的一部分，園區面積約佔一公頃，是整個擴建計劃中第一個完成的園區。園區曾使用「反斗奇兵歷奇地帶」一名。
- 灰熊山谷──已於2012年7月14日開幕

設計團體首先為灰熊山設計立體圖像及1:50至100的模型 然後以加州內華達山脈的峽谷和黃石公園作藍本，到加州國家公園和當地古蹟考察，並由來自世界各地、逾百人的製作團隊，利用14個月時間建造。實際建築時先要利用金屬網屈出凹凸位，再鋪上雕刻英泥，營造不規則的山形效果。主題區內的一景一物從設計到雕刻均為人手製作。園區曾使用「野礦山谷」一名。
- 迷離莊園──已於2013年5月17日開幕[15]

迷離莊園是一個專為香港迪士尼樂園而設計的全新原創故事。迷離莊園的主人亨利爵士喜愛在世界各地搜羅的奇異珍品。亨利爵士一次在巴布亞新幾內亞熱帶雨林探險，從一個蜘蛛網中拯救了一隻小猴子，並為猴子取名為阿拔，從此他們一直周遊世界。亨利爵士的收藏品有7,000多件，儲存於莊園的大宅中。亨利爵士決定將大宅的地下室開放給賓客參觀，分享他的珍貴收藏。大宅的最新收藏「巴釐猴紋鑲寶石音樂盒」，傳説擁有神祕力量的音樂盒。猴子阿拔觸動了音樂盒，牽動「迷離大宅」內怪事連連。園區中的「迷離大宅」亦被稱為迪士尼樂園最複雜的遊樂設施之一。
第二輪擴建
2012年1月，迪士尼樂園與香港政府商量討論自行投資5億港元盈利，放入擴建工程，進行第一期餘下土地的擴充興建計劃。擴充興建計劃分為兩個部分，園內將會增加遊樂設施、餐飲零售及後勤設施，園外則會興建酒店、購物區及長途車站，用以配合港珠澳大橋落成後所帶來的商業機會。至2012年10月，華特迪士尼公司與香港政府已經就部分擴充興建項目達成共識。
2013年2月27日，財政司司長透過《2013年至2014年度香港政府財政預算案》宣布落實迪士尼樂園新一輪擴建計劃，在未來數年興建全新主題園區及推出全新巡遊，主要由樂園的營運盈餘提供資金，詳情有待數月內於立法會公佈。與此同時，樂園亦會積極籌備興建酒店。
新增項目：
- 迪士尼光影匯（Disney Paint the Night）──已於2014年10月1日開幕, 營運狀態: 已關閉[32][33][34]

是華特迪士尼樂園及度假區首個全LED燈夜間巡遊，以備有電子裝置的花車和演員演出。巡遊隊伍以74萬盞獨立LED燈組成，場景和燈光設計多逹1000個，每件服裝都均配備獨立燈光控制系統。巡遊由部分迪士尼飛天巡遊的班底負責設計工作。樂園亦隨巡遊推出互動商品「米奇光影畫筆」，賓客可以透過「米奇光影畫筆」改變特定表演者服飾的顏色。另外，賓客只要戴上「米奇光影手套」和「米妮光影頭飾」觀賞巡遊，飾品就能與花車變成一致的顏色。
- 迪士尼魔法書房（Mickey and the Wondrous Book）  ──已於2015年11月17日開幕

迪士尼故事劇場將於11月17日起呈獻全新的舞台表演「迪士尼魔法書房」，全長28分鐘。這齣音樂劇雲集了多個迪士尼故事和人物。賓客會置身其中，與米奇老鼠、高飛以及來自《魔雪奇緣》、友善可愛的雪人小白走進魔法書，經歷奇妙旅程。三位迪士尼朋友將於表演中穿梭於七個深受世界各地觀眾歡迎的迪士尼故事，包括：《小泰山》、《小魚仙》、《魔髮奇緣》、《勇敢傳說》、《阿拉丁》、《公主與青蛙》及《魔雪奇緣》，表演期間亦會唱出10周年主題曲《Happily ever after》。
- 童話園林（Fairy Tale Forest）（PANDORA特別呈獻）──2015年12月17日開幕

經過兩年時間設計及打造的「童話園林」是香港迪士尼樂園10週年慶典的其中一項焦點內容，透過優雅的園景、迷宫設計和故事場景小模型設計，為賓客呈獻5個迪士尼公主的經典故事，包括《魔髮奇緣》（“Tangled”）、《雪姑七友》（“Snow White and the Seven Dwarfs”）、《美女與野獸》（“Beauty and the Beast”）、《仙履奇緣》（“Cinderella”）及《小魚仙》（“The Little Mermaid”）。「童話園林」內一個有6個園景，將各個迪士尼公主故事場景幻化成小模型，包括童話裡的城堡、高塔和洞穴。賓客只要轉動魔法故事書和音樂盒裝置上的曲軸，便可啟動各個故事的場景及聽到耳熟能詳的音樂，猶如親身經歷每一個童話故事，投入「Happily Ever After」幸福時刻。
- 星球大戰：入侵明日世界（Star Wars Tommorrwland Takeover）──已於2016年6月11日開幕

於明日世界以《星球大戰》電影系列為主題的主題區。其遊樂設施包括由「飛越太空山」重新翻新演繹的「星戰極速穿梭」（Hyperspace Mountain），賓客將會接受Ackbar指派的任務，登上偵察機前往《星球大戰》中的主要場景札古，調查一艘可疑的星際殲滅機，偵查期間卻墮入圈套，彷彿置身於X-Wing與鈦戰機的戰鬥之中。另外，原本「幸會史迪仔」的空間將會改造成「星球大戰：指揮站」（Star Wars Command Post），以反抗軍的祕密基地為主題，賓客可以與Chewbacca和機機人R2-D2及BB-8見面。除此之外，原「UFO地帶」的位置將改造成《星球大戰》主題互動表演「絕地聖殿武士特訓」（Jedi Trainning: Trials of the Temple），4至12歲的賓客可以登記參與接受絕地武士特訓，並迎戰Darth Vader、Seventh Sister帝國判官與Kylo Ren。原「太空驛站」亦改造為《星球大戰》主題，設有「星球大戰：星戰光劍 DIY」站，賓客可以製作一把專屬自己的光劍。
- 鐵甲奇俠飛行之旅及史達科技展（Iron Man Experience & Stark Expo）──已於2017年1月11日開幕

全球首個於迪士尼樂園出現，以漫威漫畫英雄為主題的一系列設施；是為漫威娛樂於2009年成為迪士尼子公司後，籌備已久的一項發展計劃。於香港迪士尼樂園推行的原因，是志在提供刺激的動態遊戲，以吸收年青人客源。此計劃早於香港政府於《2013年至2014年度香港政府財政預算案》以「漫威英雄主題園區」的名義宣布，直至2013年10月8日確立具體細節，選用鐵甲奇俠為核心人物。設施將作為現有園區「明日世界」的一部分，計劃興建以香港為主要場景的動感遊樂設施、主題商店、展覽館和拍照區域。是項工程由香港迪士尼樂園出資，不用向香港政府借貸。後其擴建計劃亦被納入樂園第三輪擴建計劃之一。
第三輪擴建
2016年11月，曾有消息傳出，由於樂園入場人次下跌，迪士尼樂園需要拆掉現有的睡公主城堡並重新興建。
2016年11月22日，園方正式宣佈樂園下一輪發展計畫，當中包括擴建現有城堡，新增魔雪奇緣主題區及漫威主題區。其中魔雪奇緣主題區將仿照魔雪奇緣電影中阿德爾王國作藍本，設有2個遊樂設施。而漫威主題區則在2017年開幕的《鐵甲奇俠飛行之旅》的概念中擴大，成為獨立的園區。工程開支預計為109億元，政府及華特迪士尼公司亦會向樂園注資，注資後雙方股權維持53%及47%不變。
新增項目：
- 魔海奇緣凱旋慶典（Moana: A Homecoming Celebration）──已於2018年5月25日開幕

「探險世界」將會新設表演場地「樂韻叢林」（Jungle Junction），邀請賓客參與「魔海奇緣凱旋慶典」（Moana: A Homecoming Celebration ），延續電影《魔海奇緣》的後續故事，在全新的互動娛樂場景，環繞一場動感滿載的現場舞台表演，享受一系列的日間娛樂項目，整個演出長達大約20分鐘，每天上映5場。除了感受現場表演的氛圍及體驗充滿迪士尼說故事式的表演元素，賓客更可與於2016年11月起在全球上映的《魔海奇缘》中的女主角慕安娜（Moana）見面。
- 蟻俠與黃蜂女：擊戰特攻！（Antman and the Wasp: Nano Battle!）──已於2019年3月31日開幕

由「鐵甲奇俠飛行之旅」成為全球首個落戶迪士尼樂園的遊樂設施開始，香港迪士尼樂園的漫威宇宙(Marvel Universe)將會不斷擴展。由原有的「巴斯光年星際歷險」改裝而成的全新射擊遊樂設施，「蟻俠與黃蜂女: 擊戰特攻!」中，賓客將與來自《蟻俠2：黃蜂女現身》的蟻俠和黃蜂女對抗入侵神盾科技館的佐拉博士(Dr. Arnim Zola)以及海德勒(Hydra)機械蟲兵團。由於科技館的數據核心收藏了神盾局大量機密研究, 佐拉博士攻擊科技館就是要偷取這些資料。賓客要一同作戰，透過電磁脈衝槍，以電磁波射擊機械蟲的弱點，令他們喪失活動能力，幫助延緩攻擊進度，保護數據核心。

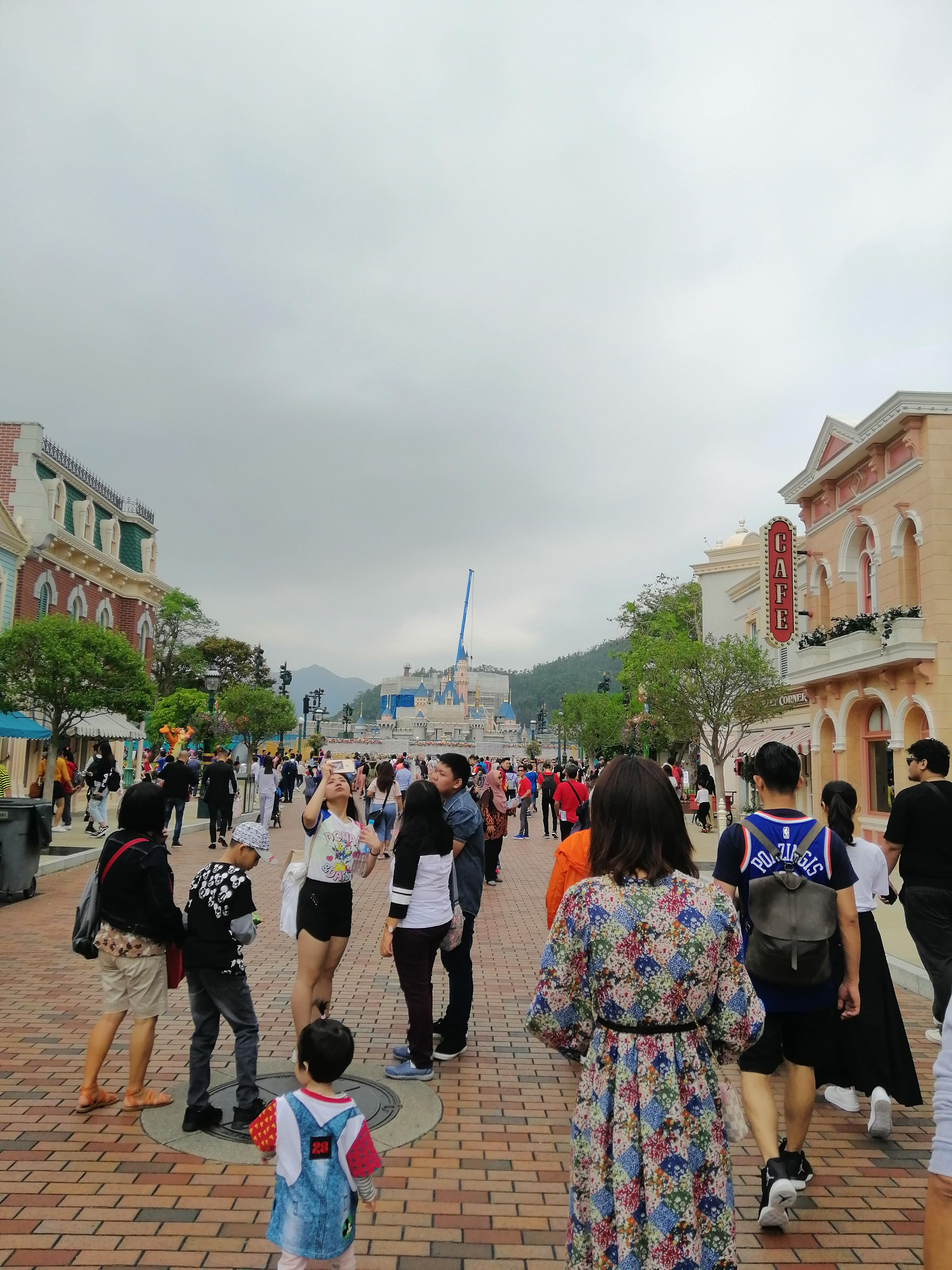
美國小鎮大街及裝修中城堡（2019年）

- 奇妙夢想城堡及廣場（Castle of magical dreams and Hub area）──已於2020年11月21日開幕

嶄新面貌的城堡及城堡廣場，將於2020年與賓客見面。城堡於原有「睡公主城堡」的結構上進行擴建，以13個迪士尼公主故事為設計靈感，新增超過13座塔樓，部分塔樓的頂尖及窗戶會以不同迪士尼公主故事主題作佈置，城堡前方的廣場亦同時進行大規模重建，將打造全新城堡舞台、俱有燈光噴泉效果的護城河及觀眾區等，嶄新日夜精彩演出，將於城堡變身後呈獻，成為呈獻日夜不同舞台表演和娛樂項目的新地標，頌揚每位曾向星許願、勇敢追尋夢想的迪士尼公主。剛於2019年的D23 Expo中，迪士尼官方正式公佈城堡改造後命名為「奇妙夢想城堡」，樓高51米，此高度是全球各迪士尼度假區的城堡當中排名第4，僅次於上海迪士尼樂園的「奇幻童話城堡」以及美國神奇王國和東京迪士尼樂園的「仙履奇緣城堡」。

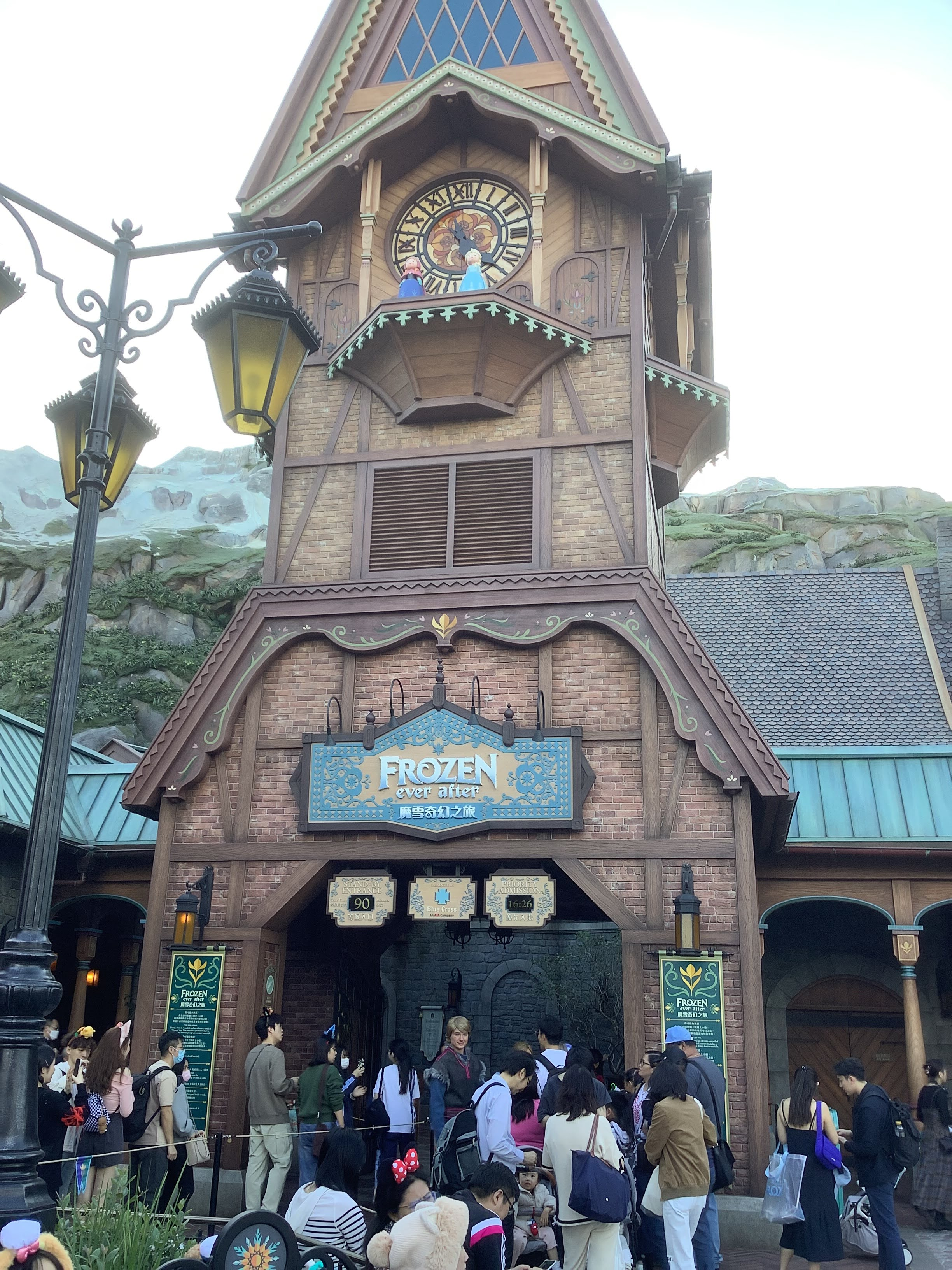
魔雪奇幻之旅

- 魔雪奇緣世界（World Of Frozen）──已於2023年11月20日開幕

新增《魔雪奇緣》主題區為賓客帶來前所未有的體驗，來自阿德爾王國的角色及故事將活現眼前。主題區內將設有魔雪奇幻之旅 (Frozen Ever After) 以及一個以電影為藍本的過山車雪嶺滑雪橇 (Wandering Oaken's Sliding Sleighs) 替代原先計劃的「奧肯魔法雪橇」兩個遊樂設施，讓賓客置身《魔雪奇緣》阿德爾王國之中，享受滲透豐富故事色彩的獨特餐飲、購物及娛樂體驗。屆時賓客將會置身已重歸安寧平靜的阿德爾王國（Kingdom of Arendelle），愛莎女皇（Elsa）與安娜公主（Anna）在小鎮舉行「夏雪節」慶典。賓客將可以遊覽愛莎女皇的冰雪王宮，又或者走過石穚探索茂密森林。賓客更可以乘座由奥肯特意建造的過山車，穿越王國的大自然，區內亦設有餐廳，提供豐富美食。
- 史達科技展（Stark Expo Hong Kong）

樂園將建造另一個以最受歡迎的漫威故事為設計概念的全新驚險遊樂設施。香港迪士尼樂園將作為雲集漫威超級英雄的作戰基地，規模將不斷擴大，超級英雄的戰鬥故事，亦將會逐步呈現。主題區包括已分別於2017年和2019年開幕的「鐵甲奇俠飛行之旅」，「蟻俠與黃蜂女：擊戰特攻！」。迪士尼於2018年3月21日宣佈將聯同漫威及漫威工作室合作，在迪士尼加州冒險樂園、迪士尼冒險世界及香港迪士尼樂園打造三個漫威主題園區。
在2024年度 D23 大會上，Disney 體驗主席 Josh D'Amaro 公布了最新的香港迪士尼樂園擴展計劃，重點是在現有園區「明日世界」中，新增以蜘蛛俠為主題的延伸區域。該設施將會是繼 2017 年新增的「鐵甲奇俠飛行之旅」與 2019 年的「蟻俠與黃蜂女：擊戰特攻！」後，香港迪士尼樂園第三個 Marvel 主題遊樂設施。新設的主題區域將提供娛樂、購物和餐飲服務，成為樂園增設全球首個《魔雪奇緣》主題園區 ——魔雪奇緣世界後，下一項重要企劃。

## 歷史

### 前期籌備 （1992～2004年）
- 1992年

10月 — 香港旅遊協會一理事於會議中表示華特迪士尼公司曾於1992年8月向規劃署查詢有無潛在選址並作實地考察
- 1999年

2月 — 華特迪士尼公司與香港政府就興建香港迪士尼樂園進行談判。
10月31日 — 談判結束並達成協議，華特迪士尼公司與香港政府合夥成立香港國際主題公園有限公司。
11月2日 — 時任香港行政長官董建華與華特迪士尼公司管理層於禮賓府正式宣佈有關協議，樂園興建費用於1999年估計為57億港元，由莫里斯（Tom Morris）帶領華特迪士尼幻想工程師設計。
- 2000年

6月 — 竹篙灣填海工程動工，造地126公頃。
- 2002年

11月 — 竹篙灣填海工程完工。
- 2003年

1月12日 — 華特迪士尼公司與香港政府攜手主持動土儀式。
- 2004年

9月23日 — 樂園地標睡公主城堡舉行平頂典禮。
10月21日 — 樂園委任杜苡樂為樂園首任親善大使。
11月22日 — 華特迪士尼公司採用風水師的意見，與香港政府宣布樂園於2005年9月12日正式開幕。

### 開幕初期 （2005～2008年）
- 2005年

5月5日 — 參與迪士尼歷史盛事 ─ 「地球上最快樂的慶典」，為期18個月的迪士尼樂園50周年慶祝活動。
6月12日 — 總綵排開始，開放招待演藝人員及其家屬遊覽，其後安排慈善團體入園遊覽以測試營運。
9月12日 — 中共政治局常委兼國家副主席曾慶紅、行政長官曾蔭權及華特迪士尼公司管理層主持開幕儀式，樂園下午1時正式對外開放。
- 2006年

10月1日 — 首個恆常雨天巡遊「米奇雨天滴答列車」上演。
7月13日 — 遊樂設施「馳車天地」、「幸會史迪仔」及「UFO地帶」於明日世界開幕。
- 2007年

7月14日 — 遊樂設施「動畫藝術教室」於美國小鎮大街開幕。
- 2008年

4月28日 — 遊樂設施「小小世界」和餐飲設施「小小世界雪糕屋」於幻想世界開幕。同日，「迪士尼樂園的故事」正式關閉。
8月25日 — 遊樂設施「動畫藝術廊」於美國小鎮大街開幕。

### 世紀疫症 （2020～2022年）
- 2020年

1月26日 — 因新冠肺炎疫情關閉，為樂園第一次因非天氣因素而暫停開放。
6月18日 — 重新開放，為全球第二座在疫情後重開的迪士尼樂園。
7月15日 — 因新冠肺炎疫情再次關閉。
9月25日 — 重新開放但每週只營運五天，逢星期二及四（公眾假期及指定日子除外）暫停開放。
11月21日 — 「奇妙夢想城堡」正式揭幕，為「新階段擴建發展計劃」第三個落成項目。
12月2日 — 因新冠肺炎疫情第三度關閉。
- 2021年

2月19日 — 樂園重新開放，逢星期二及四（公眾假期及指定日子除外）暫停開放直至另行通知。
5月31日 — 主題區「星球大戰：入侵明日世界」內的「絕地聖殿武士特訓」及「星球大戰指揮站」關閉。
6月30日 — 「迪士尼尋夢奇緣」於奇妙夢想城堡正式公演。
- 2022年

1月7日 — 因新冠肺炎疫情第四度關閉。
4月21日 — 樂園重新開放，繼續實施每星期營運五天的安排，逢星期二及四（公眾假期及指定日期除外）暫停開放直至另行通知。
6月18日 — 多媒體夜間城堡匯演「迪士尼星夢光影之旅」正式上演。
6月29日 — 位置明日世界的明日世界舞台正式啟用，初期供賓客與漫威角色見面。

### 邁向復常 （2023～2025年）
- 2023年

5月15日 — 樂園公佈新園區「魔雪奇緣世界」將於11月開放，「迪士尼好萊塢酒店」將會於7月中重開。園方亦宣布由6月中起恢復每周營運6日或7日。而2022財政年度業績，連續8年虧損，但收窄12%至21億港元。2022年共錄得總入場人次340萬，按年上升22%。
6月28日 — 位於幻想世界的石中神劍移除，為迪士尼創夢家銅像作準備。同時，園方更改每星期營運的安排，逢星期三（公眾假期及指定日期除外）暫停開放直至11月19日。
10月15日 — 華特迪士尼與米奇老鼠銅像「創夢家」揭幕，慶祝華特迪士尼公司成立100周年。
11月17日 — 香港迪士尼樂園鐵路重新投入服務。
11月20日 — 新園區「魔雪奇緣世界」開幕。
- 2024年

1月18日 — 位於探險世界的泰山樹屋重新開放
7月22日 — 「獅子王慶典」舞台燈光效果優化
因設備定期保養，官方公布「米奇幻想曲」這套3D立體音樂短片設施自2024年12月1日至2025年4月23日暫停服務，2025年6月12日重新開放，將投影設備由菲林替換成數位，並增加項目玩轉極樂園。
- 2025年

2月9日 — 為配合營運調整，位於探險世界的「前往泰山樹屋之木筏」及「泰山樹屋」和位於明日世界「太空飛碟」2月9日起暫停服務至另行通知。

## 主題園區
樂園現時分為8個主題區域，分別為：美國小鎮大街、幻想世界、探險世界、明日世界、灰熊山谷、迷離莊園、反斗奇兵大本營及魔雪奇緣世界。在完成第三輪擴建後，香港迪士尼樂園將擁有9個主題區域。每個主題區域皆有不同的遊樂設施、現場表演、角色見面、餐飲及購物點。

## 現場表演
香港迪士尼樂園每日皆在各個園區進行不同的現場表演，每年亦會於特定日子舉辦節日活動及慶祝活動。

### 營運中的現場表演
- 「迪士尼魔法書房」

「迪士尼魔法書房」是目前於幻想世界「迪士尼故事劇場」上演的室內大型現場表演。該故事由米奇與高飛發現魔法故事書開始。他們抵不住好奇心，一起闖入書房，打開故事書，結果令雪人小白竟然從故事書中跌了出來。米奇決定走進魔法故事書之中，在小白溶化之前帶他回到自己的故事。他們不斷穿梭於書中的章節與書房之間，經歷總總挑戰，最後得到圓滿的結局，重回幸福快樂的生活。
- 「獅子王慶典」

「獅子王慶典」是目前於探險世界「原野劇場」上演的室內大型現場表演。「獅子王慶典」為迪士尼長篇動畫《獅子王》為主題改編的百老匯音樂劇，重現《獅子王》動畫中的各個經典故事前段和經典歌曲。音樂劇也配合穿插連串精彩的舞台效果、雜技表演和火舞表演。
- 「魔海奇緣凱旋慶典」

「魔海奇緣凱旋慶典」是目前於探險世界「樂韻叢林」上演的室外小型現場表演。音樂劇由迪士尼長篇動畫《魔海奇緣》作為主題，慕安娜、六位演員及兩位鼓手一同重現慕安娜與半人半神合力歸還島嶼女神迪菲娣之心的歷險旅程。整個演出一共有超過30件道具、戲服及裝飾，大部分均以人手製作，充分展現了《魔海奇緣》的故事情景及波利尼西亞的傳統文化。其中服裝設計，以斐濟、薩摩亞和大溪地等太平洋島嶼的服飾為藍本，以大地色系為主色，布料上印有不同含有寓意的花紋及圖案，例如魚代表生命和貼富、鯊魚牙齒代表守護、石頭代表成就。
- 「森林小天地」

「森林小天地」是目前於魔雪奇緣世界上演的室內小型現場表演。座落於阿德爾森林深處，安娜與愛莎已將童年秘密基地—「森林小天地」的大門打開。你將與重回舊地的安娜與愛莎一同投入嶄新的戲劇體驗之中，成為故事中的一角，攜手發掘與自然之靈的連繫。
- 「迪士尼尋夢奇緣」

「迪士尼尋夢奇緣」共6幕滙演全長約20分鐘，6月30日起每日會在「奇妙夢想城堡」舞台演出4至5場，香港迪士尼樂園度假區娛樂事務及服裝部創作總監華文迪透露，演出籌備過程長達逾兩年，整個表演約有20多名表演者，其中主題歌曲為全新原創歌《Follow Your Dreams》，冀帶出堅持追夢的信息，另有多首重新編製的經典主題曲，如將《優獸大都會》內的「Try everything」改成K-pop風格。除經典角色如米奇老鼠、米妮老鼠、唐老鴨等外，其他迪士尼角色包括《玩轉極樂園》主角米哥和電影中7米長的靈獸比比塔、《冰雪奇緣》主角愛莎、《優獸大都會》主角朱迪及阿力等亦會出現。
- 「迪士尼星夢光影之旅」

「迪士尼星夢光影之旅」讓賓客親歷近40個迪士尼及彼思經典故事中難忘的片段，與大約150位迪士尼朋友聯繫一起。賓客會穿梭六個人生的重要章節中，一起領略時間的珍貴，要珍惜陪伴自己走過不同時刻、經歷大小冒險的同行摯愛。匯演亦透過多媒體全新效果來說故事，城堡上令人歎為觀止、色彩奪目的投影、配合故事主題構思的水幕投影、精心設計的燈光、激光、噴泉、火焰、煙火及煙花效果等，匯聚成一幕幕震撼人心的景象。「奇妙夢想城堡」將化為一副奇妙的畫布，而多媒體效果就像不同的舞者傾情舞動，為匯演添上多重美麗的視覺震撼。
- - 「迪士尼星夢光影之旅：星空派對」

香港迪士尼樂園20周年限定，升級版更加入了投影及無人機表演，并延伸到整條美國小鎮大街。

### 已完結的現場表演

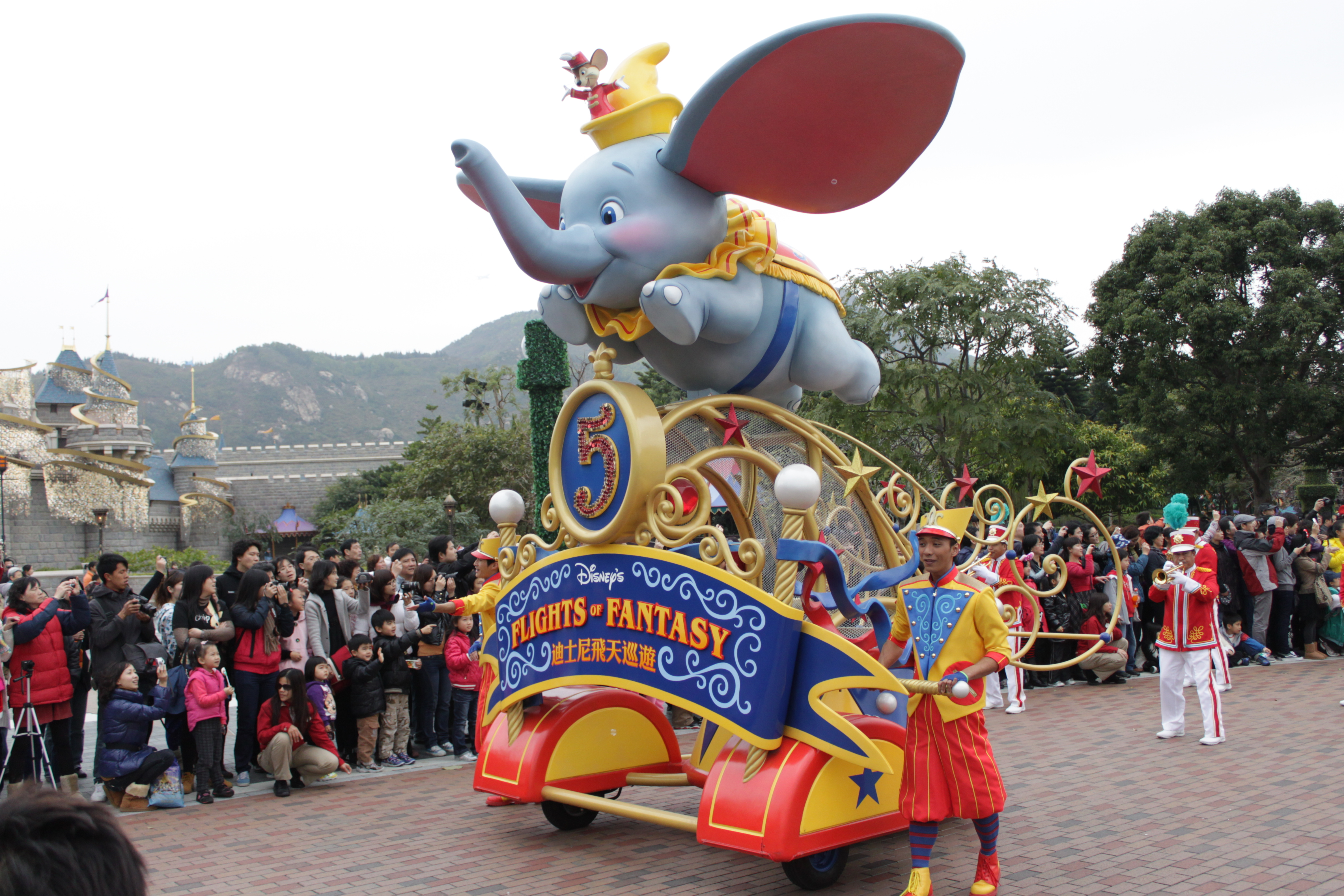
迪士尼飛天巡遊首輛花車

- 「迪士尼飛天巡遊」

「迪士尼飛天巡遊」是香港迪士尼樂園恆長的日間巡遊表演，巡遊隊伍包括《小熊維尼歷險記》、《小飛俠》、《獅子王》、《反斗奇兵》等經典迪士尼故事。巡遊於每天下午由幻想世界的故事劇場開始，並在指定地點花車會升至約四十呎高空表演，並於美國小鎮大街結束。
- 「米奇雨天滴答列車」

「米奇雨天滴答列車」中，迪士尼朋友會穿著雨衣在這列列車進行演出，於雨天時代替「迪士尼飛天巡遊」。巡遊由幻想世界的故事劇場開始，並於美國小鎮大街結束。
- 「迪士尼光影匯」

「迪士尼光影匯」是整個華特迪士尼樂園及度假區首次以全發光二極管燈創作的夜間巡遊，透過創新技術把經典的迪士尼及彼思動畫製作室的故事展現。巡遊由7組全新主題的花車組成，配上超過74萬粒獨立發光二極燈，以躍動光影展現不同的迪士尼故事，照亮美國小鎮大街的每個晚上。巡遊由幻想世界的故事劇場開始，並於美國小鎮大街結束。
- 「迪士尼巡遊表演」

「迪士尼巡遊表演」是香港迪士尼樂園已結束的日間恆長巡遊。於2005年9月12日隨樂園開幕上演，並於2010年10月31日配合香港迪士尼樂園5週年活動結束。
- 「星夢奇緣」

「星夢奇緣」為香港迪士尼樂園而成的煙花表演，為香港迪士尼樂園已結束的的恆長煙花表演。煙花表演均配上迪士尼家喻户曉的電影金曲襯託。星夢奇緣煙花表演於2015年11月17日起，因應十週年慶典推出升級版本，加入全新投影效果。為配合城堡擴建工程，「星夢奇緣」煙花表演已於2018年1月1日結束。
- 「米奇金獎音樂劇」

「米奇金獎音樂劇」是曾於幻想世界「迪士尼故事劇場」上演的音樂劇。「米奇金獎音樂劇」已經於2015年7月26日圓滿閉幕，並於同年11月以「迪士尼魔法書房」取代之。
- 「絕地聖殿武士特訓」

「絕地聖殿武士特訓」是於明日世界「絕地聖殿」上演的互動表演。「絕地聖殿武士特訓」中絕地武士親身主持特訓，為各為賓客揭露原力奧祕。參與表演的「小武士」將穿起經典的棕色武士長袍，在聖殿接受絕地武士親身傳授光劍招式。特訓未完，帝國卻已識破聖殿所在，每位武士學員將要初次上陣，運用所學的技術，對抗Darth Vader和「星球大戰: 反抗軍起義」中的Seventh Sister帝國判官。並於2021年5月31日結束，以作史達科技展擴建工作。
- 「We Love Mickey!大街投射盛會」

「We Love Mickey!大街投射盛會」是於美國小鎮大街上演的投影表演，以整個美國小鎮大街作為表演場地。故事背景為米妮祕密號召一眾迪士尼朋友，為米奇的送上驚喜派對。炫目光影投射在大街兩旁的房子上，將整條美國小鎮大街改頭換面，幻化成米奇星光大街，展現米奇演藝生涯中的星光歷程。黑白經典的造型、繽紛澎湃的演出、甚至瘋狂有趣的一面，完美綻放米奇的迷人魅力。米奇更會盛裝赴會，壓軸現身。因應「迪士尼星夢光影之旅」恆常在每個開放日演出而取消。

### 快速通行卡

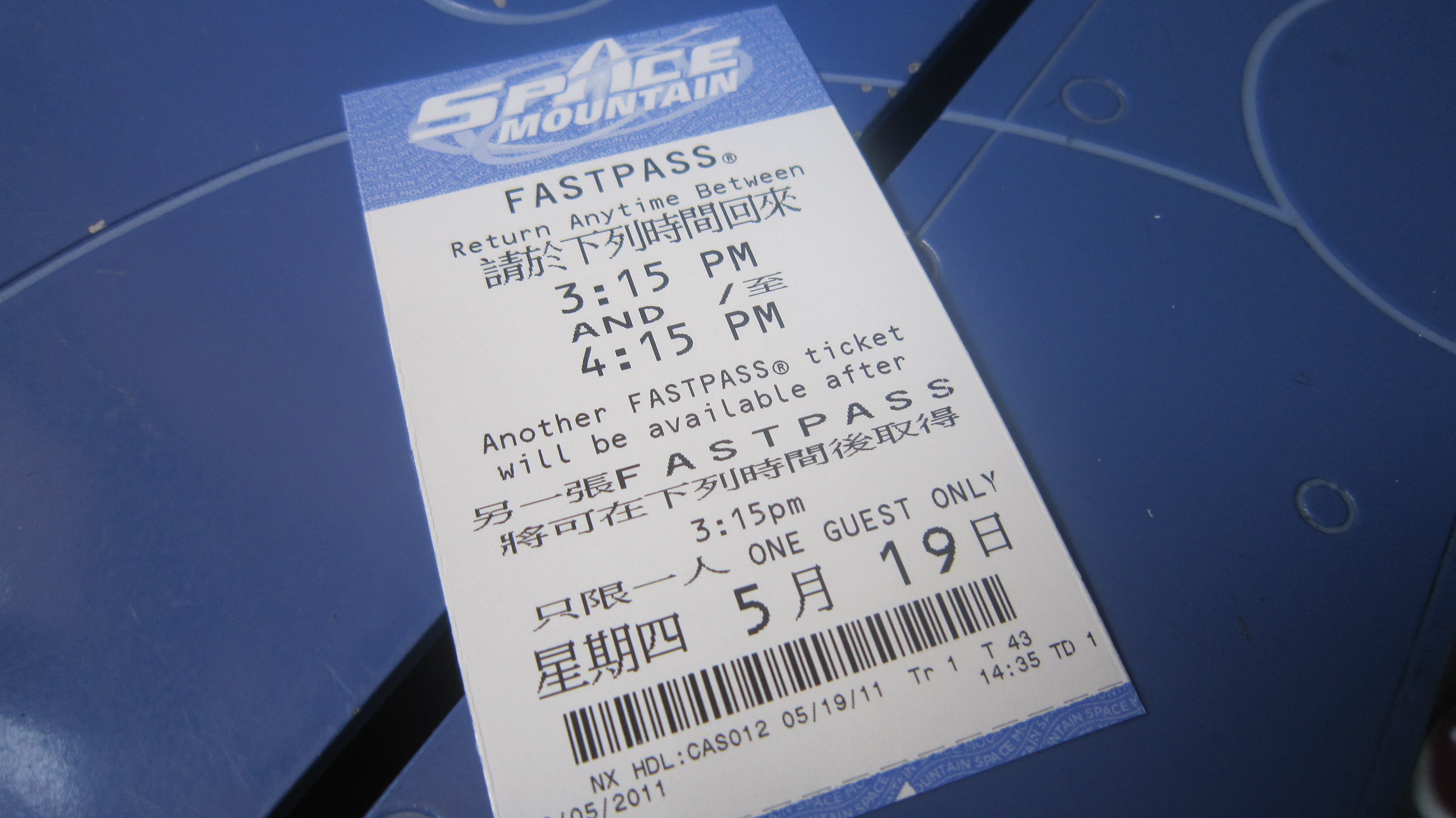
一張飛越太空山的快速通行卡

## 優惠/特別門票

### 迪士尼尊享卡
香港迪士尼樂園推出「迪士尼尊享卡-3項設施通行」及「迪士尼尊享卡-8項設施通行」，提供快速進入遊樂設施的服務，縮短輪候遊樂設施時間。

### 提早入園證
香港迪士尼樂園推出「提早入園證」，賓客可在提早入園證有效日期當日於香港迪士尼樂園的正式開放時間最多1小時前進入樂園1次。

### 食買玩優惠套票
香港迪士尼樂園間中會推出「食買玩優惠套票」，以帶動入場人次。該優惠只限持有香港身份証人士，並於迪士尼官方網站購買成人優惠套票或小童套票，可於指定日子內入園2次。 

## 其他資料

### 與迪士尼朋友見面
樂園內不同的地方均有迪士尼朋友與賓客拍照，讓賓客留下歡樂時刻。賓客可以自備相機讓園內的演藝人員幫忙拍照，或者由園內攝影師（柯達）拍照，再於美國小鎮大街的小鎮沖印店（照相館）沖洗相片或購買相片光碟。

## 樂園音樂

### 樂園主題曲
- 官方主題曲《讓奇妙飛翔》
  - 主唱：張學友
  - 作曲：Matthew Gerrard,Bridget Benenate（英语：Bridget Benenate）
  - 填詞：陳少琪
  - 編曲：Matthew Gerrard
  - 監製：Matthew Gerrard
- 5週年主題曲《飛躍奇妙》
  - 主唱：陳慧琳, 李克勤
  - 作曲：霍樂年（Rony Fortich）
  - 填詞：林夕
- 10週年及音樂劇《迪士尼魔法書房》主題曲《Happily Ever After》
  - 粵語版《有夢要想 - Happily Ever After》
    - 主唱：謝安琪
    - 作曲：Andy Dodd及亞當·瓦特（英语：Adam Watts (musician)）
    - 填詞：林夕
    - 編曲：張人傑
    - 監製：趙增熹

  - 英語版《Happily Ever After》
    - 主唱：珍妮拉·薩爾瓦多（英语：Janella Salvador）

  - 普通話版《從此以後- Happily Ever After》
    - 填詞：岑偉宗
    - 主唱：吳莫愁及張瑋
- 15週年及夜間城堡匯演「迪士尼星夢光影之旅」主題曲《Love The Memory》
  - 填詞及作曲：Jordan Powers、Jason Maters及Toni Ferrari

### 主題表演音樂
- 萬聖節舞台劇《惡人舞動迪士尼》
  - 《Let’s Get Wicked》（主題曲）
  - 《Evil》（插曲）
  - 《Going Bad》（散場曲）
- 萬聖節舞台劇《惡人大宅舞會》
  - 《SHINE》（主題曲）
  - 《House of De Vil-lains》（2024年新增熱身主題曲）
- 《Magic is Here》（農曆新年城堡舞台表演《米奇喜舞慶龍年》主題曲）
- 芭蕾舞表演《StellaLou 夢想起舞吧》主題曲
  - 《StellaLou》
  - 《Believe》
- 城堡舞台表演《Duffy 與好友「快樂分享」小劇場》插曲
  - 《Springtime is Here》
  - 《Fiiends for All Season》
- 《Follow Your Dreams》（城堡舞台表演《迪士尼尋夢奇緣》主題曲）

## 樂園大使
高級名譽大使
- 2005年至2012年為張學友

親善大使
正如世界各地的迪士尼樂園，樂園定期由演藝人員選拔親善大使。
- 2005年至2006年為杜苡樂（Angela To）
- 2007年至2008年為羅慧沁（Jasmine Law）
- 2009年至2010年為羅智豪（Chiho Law）
- 2011年至2012年為黎秋霞（Fion Lai）
- 2013年至2014年為劉旭鵬（Arthur Lau）
- 2015年至2016年為許小樺（Sara Hui）
- 2017年至2018年為符國安（Sammy Phu）
- 2019年至2021年為梁紫瑩（Melody Leung）
- 2022年至2023年為陳麗儀（Lily Chan）及（唐俊迪）
- 2024年至2025年為謝承恩（Beyan Tse）及（珮芷善）

## 財政狀況

### 轉虧為盈
香港迪士尼樂園於2010年1月19日首次公開營運數字，於2008至2009年度共虧損逾29億港元。於2011年1月18日，香港迪士尼樂園第二次公佈年度營業額，淨虧損約7.2億港元，比前一年減少45%(5.97億港元)。
於2012年1月10日，第三次公佈年度營業額，入場人次達594萬人次，增長13%，賺取5.06億港幣稅前盈利，比上一個年度的2.21億港元超過一倍，但是扣除折舊及利息，仍虧損2.37億港元，香港政府繼續不獲得分帳，美國迪士尼按照協議可以獲得管理費用約3,200萬港元。
於2013年2月18日，第四次公佈年度營業額，入場人數創下670萬人次新高，收入為42.72億港元，扣除成本33.96億元，華特迪士尼收取約5千7百萬專利權費用，純利為1.09億港元，為開業7年來首次獲利。
於2014年2月18日，公佈2013年度營業額，入場人數創下740萬人次新高，收入為48.96億港元，扣除成本37.83億元，華特迪士尼收取約7千2百萬專利權費用，純利為2.42億港元。

### 轉盈為虧
於2016年2月15日，公佈2015年度營業額，入場人次下跌至680萬人次，收入為51.14億港元，虧損1.48億港元。
於2017年2月20日，公佈2016年度營業額，入場人次繼續下跌至610萬人次，收入為47.5億港元，虧損1.71億港元。
於2018年2月20日，公佈2017年度營業額，入場人次輕微增至620萬人次，收入為51.18億港元，但虧損擴大到3.45億港元。
於2019年2月18日，公佈2018年度營業額，入場人次回升至670萬人次，收入破紀錄達60.21億港元，惟依然虧損0.54億港元。

### 历年业绩
| 財政年度* | 入場人次（万） | 香港本地访客比例 | 中国内地访客比例 | 国际访客比例 | 收入（港元） | 纯利（港元） |
| --------- | -------------- | ---------------- | ---------------- | ------------ | ------------ | ------------ |
| 2006      | 520            | 42%              | 34%              | 24%          | 沒有公佈*    | 沒有公佈*    |
| 2007      | 400            | 31%              | 39%              | 30%          | 沒有公佈*    | 沒有公佈*    |
| 2008      | 450            | 40%              | 34%              | 26%          | 25.68億      | ▼015.74億    |
| 2009      | 460            | 41%              | 36%              | 23%          | 25.41億      | ▼013.15億    |
| 2010      | 520            | 33%              | 42%              | 25%          | 30.13億      | ▼07.18億     |
| 2011      | 590            | 31%              | 45%              | 24%          | 36.30億      | ▼02.37億     |
| 2012      | 670            | 33%              | 45%              | 22%          | 42.72億      | ▲01.09億     |
| 2013      | 740            | 33%              | 47%              | 20%          | 48.96億      | ▲02.44億     |
| 2014      | 750            | 32%              | 48%              | 20%          | 54.66億      | ▲03.32億     |
| 2015      | 680            | 39%              | 41%              | 20%          | 51.14億      | ▼01.48億     |
| 2016      | 610            | 39%              | 36%              | 25%          | 47.50億      | ▼01.71億     |
| 2017      | 620            | 41%              | 34%              | 25%          | 51.18億      | ▼03.45億     |
| 2018      | 670            | 40%              | 34%              | 26%          | 60.21億      | ▼00.54億     |
| 2019      | 650            | 41%              | 33%              | 26%          | 60.47億      | ▼01.05億     |
| 2020      | 170            | 75%              | 8%               | 17%          | 14.43億      | ▼026.6億     |
| 2021      | 280            | 100%             | 0%               | 0%           | 17.16億      | ▼023.5億     |
| 2022      | 340            | 100%             | 0%               | 0%           | 22億         | ▼020.71億    |
| 2023      | 640            | 65%              | 24%              | 11%          | 57億         | ▼03.56億     |
| 2024      | 770            | 40%              | 38%              | 22%          | 88億         | ▲08.38億     |

*財政年度的年結日一般為每年9月30日或最接近9月30日的星期六。例如2008財政年度结算日为2007年9月30日至2008年9月27日。樂園首兩年並沒有公佈盈虧。

## 經營不善及其爭議

### 和上海迪士尼爭搶大陸客源
2009年，華特迪士尼敲定於中國新建上海迪士尼樂園，香港立法會議員謝偉俊指控迪士尼過河拆橋，大陸客源被上海瓜分走。因為迪士尼從來無於短時間內開設第二座樂園，是為對香港不公平。2009年11月8日，香港電台節目《城市論壇》討論主題公園競爭，觀眾提出迪士尼當初是否借用香港優勢，作為其打入中國大陸市場的跳板，但是香港納稅人卻為迪士尼付出不少，香港被迪士尼過橋抽板。

### 擴建速度太慢，複雜型設施太少
香港迪士尼只完成三個大園區的擴建，香港迪士尼對比上海迪士尼，香港迪士尼的E-ticket型的遊樂設施的數量明顯不足，大多數遊樂設施都集中在閤家歡的標準之間，而不是有年齡和身高限制的刺激型設施。東京迪士尼的“美女與野獸園區”的發佈時間比香港迪士尼的“魔雪奇緣園區”晚，但在東京的在面對新冠狀病毒的衝擊下依然於2020年完成擴建，反觀香港的直至2022年都沒完成，比預定的2020年晚了整整兩年，導致這期間的客流又一次被瓜分走。

### 要求執法人員脫帽及拆帽徽方能進場執勤
2005年8月30日，食物環境衛生署兩名衛生督察前往迪士尼樂園兩間餐廳調查一宗食物中毒事件時遭迪士尼樂園的外籍職員拒絕，該名職員更表示避免令場內人士不安，要求兩名衛生督察除帽及拆除帽徽才能夠進入樂園範圍調查；當時兩名衛生督察為求盡快完成巡查任務，先行照辦。事後，食物環境衛生署強調迪士尼樂園的做法不能接受且妨礙執法，表示已致函迪士尼樂園表達該署對事件的高度關注，重申其被法例所賦予的執法權力。迪士尼樂園發言人解釋事件純屬溝通問題，承認當時做法不當，並且致歉，保證不會再有同類型的事件發生。
香港衛生督察會於翌月9日召開會議時特別討論，會長梁翠雯表示署方指引要求衛生督察穿著整齊制服執法，否則就是漠視法例。衛生督察管理層人員表示以往從未發生過類似事件，認為迪士尼樂園的做法是為挑戰法例。食物環境衛生署管理職系工會會長李美笑批評迪士尼公司的要求無理及專橫，「要求除帽徽是一種侮辱，不單止是侮辱執法人員，亦是侮辱整個部門。」在美國，迪士尼樂園享有特權，例如和路迪士尼世界度假區和佛羅里達州政府簽訂條款，前者可以擁有自己的守則，毋須警察在其範圍內執法，甚至園內環境保護規定亦有別於州內其他地方，完全為獨立王國。不過時任香港政府保安局局長李少光強調，香港迪士尼樂園度假區範圍內的人都必須遵守《香港法律》，「任何人在香港都必須依法辦事，迪士尼並不是超乎法律之上，如果警察在樂園內執法，園方亦不可能令其脫去制服。」而經濟發展及勞工局發言人則表示，在與迪士尼公司簽約時就有一項重要原則，即在任何情況下，香港政府在《香港法律》所賦予的權力，可以在度假區內不受到限制及影響，而執法機關在度假區內的權力與在香港其他地方相同。警察公共關係科則表示，警務人員需要進入迪士尼樂園執行職務時，毋須事先得到迪士尼管理公司的同意；強調警察將會繼續與迪士尼管理公司保持緊密的聯繫，以配合警察執行職務。
事發後一週（即翌月6日），一名衛生督察欲進入迪士尼樂園的餐廳例行巡查時，再遭同樣留難，不過人員是次並無屈從，且向上級匯報。食物環境衛生署署長梁永立其後表示，於翌日已致函迪士尼公司交涉，而署方正諮詢法律意見，並且保留檢控權利。而食物環境衛生署管理職系工會會長李美笑則批評迪士尼公司不尊重該署執法人員，態度專橫，接二連三侮辱執法人員，是故決定永久杯葛迪士尼。財政司司長唐英年於9月10日重申，無人有特權，相信不會再出現同類型的事件。

## 另見
- 加州迪士尼樂園
- 神奇王國
- 東京迪士尼樂園
- 巴黎迪士尼樂園
- 上海迪士尼樂園
- 迪士尼伴你同行計劃

## 外部連結
官方網站
- 香港迪士尼官方網站 （页面存档备份，存于）（繁體中文）
- 香港迪士尼樂園 （页面存档备份，存于）（繁體中文）（简体中文）（英文）
- 樂園門票 （页面存档备份，存于）（繁體中文）（简体中文）（英文）
- 「奇妙處處通」全年通行證 （页面存档备份，存于）（繁體中文）（简体中文）（英文）

其它網站
- 香港迪士尼樂園的位置 － Google地图（繁體中文）（简体中文）（英文）